# Ракетная программа Украины

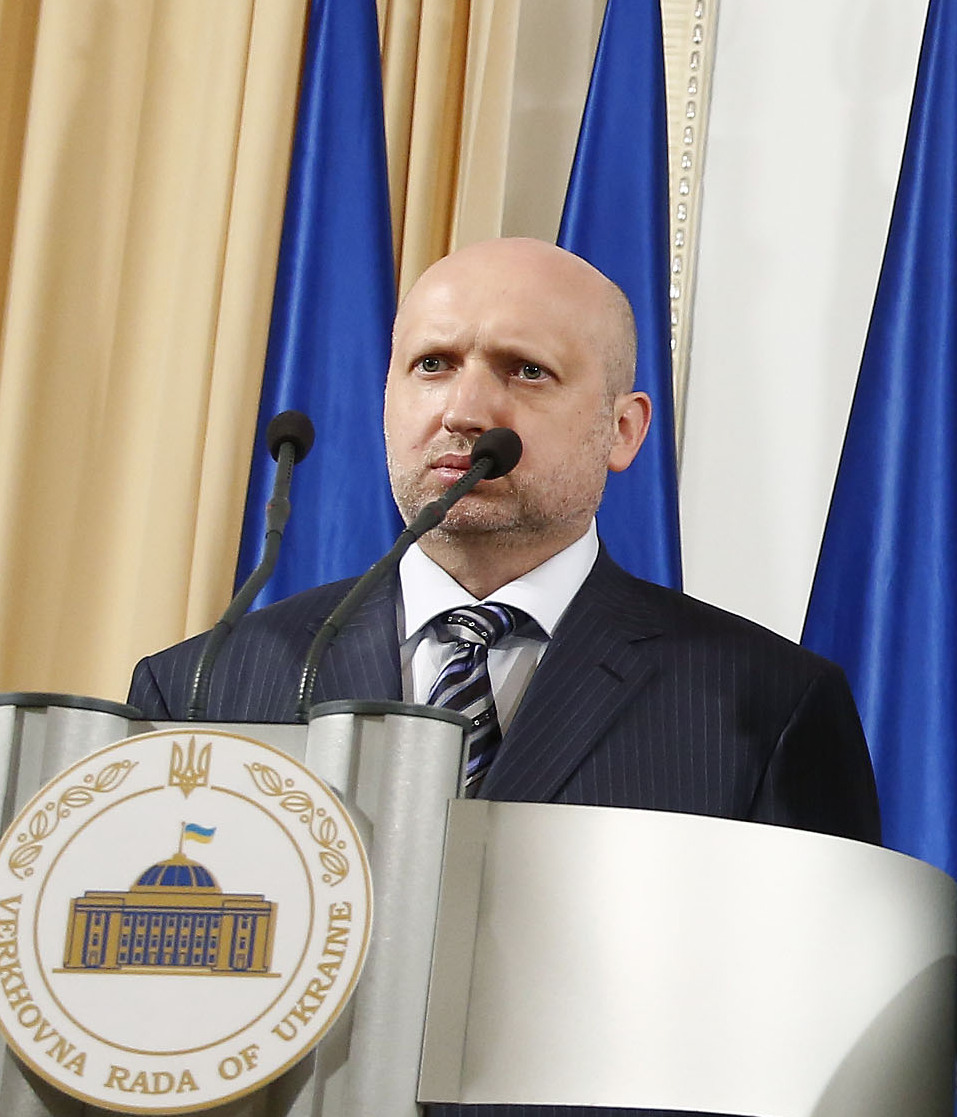
Секретарь СНБО Александр Турчинов

Ракетная программа Украины — комплекс восстановительных действий по ракетному потенциалу Украины. Активно внедряется и разрабатывается после начала российско-украинской войны. Является стратегическим фактором в военной безопасности Украины после потери ядерного статуса Украины.

## История
В связи с выходом в начале февраля 2019 года России и США из Соглашения о ликвидации ракет средней и малой дальности от 1987 года Украина освобождается от определенных обязательств и это дает ей право создавать современные эффективные системы вооружения для самозащиты, в том числе ракетные комплексы большой дальности.

### Разрыв Договора о ликвидации ракет средней и малой дальности
6 марта на заседании СНБО Президент Украины Петр Порошенко высказал четкую позицию Украины по поддержке США в их решении о выходе из Договора о ликвидации ракет средней и малой дальности (ГРСМД). В условиях нарушения Российской Федерацией положений договора американская сторона воспользовалась ст. XV Договора, разрешающего выход из него в порядке осуществления государственного суверенитета, в случае возникновения исключительных обстоятельств, поставивших под угрозу ее высшие интересы. Поскольку Верховная Рада Украины никогда не ратифицировала указанное соглашение, Украина неукоснительно соблюдала положения ДРСМД фактически на добровольной основе. В этой связи, факт нарушения положений Договора Россией, которая является его полноценной стороной, особенно возмутительным. Указом президента РФ от 4 марта 2019 года о временной остановке участия в ГРСМД Москва в очередной раз доказала, что циничность является основным принципом государственной политики РФ. Ведь именно грубые неоднократные нарушения РФ настоящего Договора и привели к его распаду. Украина совместно с американскими партнерами осудила разработку и испытание РФ баллистической ракеты РС-26 «Рубеж» на дальность около 2200 км, а также расширение боевых возможностей оперативно-тактического ракетного комплекса «Искандер-М», в частности, через модернизацию крылатых ракет, входящих в его состав. Именно Искандер-М был зафиксирован во время военных учений на оккупированной территории Украины в Автономной Республике Крым. Потенциальное военное давление РФ на европейских членов НАТО из-за выхода из ГРСМД, целью которого является установление тотального контроля Москвы над широким регионом от Балтии до Средиземного моря, создает серьезную угрозу всему европейскому континенту. Украина оставляет за собой право создавать вооруженные системы, необходимые для обеспечения своей обороноспособности, включая соответствующее ракетное вооружение.
11 марта 2019 года Президент Украины Петр Порошенко, во время посещения 95-й отдельной десантно-штурмовой бригады в Житомирской области, заявил, что Украина уже имеет успехи в укреплении обороноспособности и поставил задачу оборонной промышленности работать над созданием высокоточного ракетного оружия повышенного радиуса действия.
В апреле 2019 года стало известно, что уже изготовлено 2 опытных образца ОТРК. Один в рамках иностранного заказа от Саудовской Аравии, второй для Вооруженных сил Украины.
Королевство Саудовская Аравия, являющееся иностранным заказчиком, готовится к испытаниям ОТРК RAAD-2 («Гром-2») осенью 2019 года, а поступление на вооружение ожидается с 2022 года.
12 апреля 2019 года Главный конструктор и Генеральный директор КБ «Южное» Александр Дегтярев во время торжеств по 65-летнему юбилею предприятия сообщил, что КБ «Южное» разрабатывает около десяти проектов развития боевой ракетной и реактивной техники на нужды Вооруженных сил Украины.

### Противовоздушная оборона
В ходе Международной выставки «Оружие и Безопасность — 2019» КБ «Южное» представило проект собственного зенитного ракетного комплекса (ЗРК). Со временем осенью 2019 стало известно, что Украина и Турция планируют совместно создать новый зенитно-ракетный комплекс средней дальности.

## Испытание
Ракетные войска Украины регулярно проводят военные испытания ракет. В свою очередь Россия реагирует на это критически и применяет дипломатическое давление с угрожанием ответного удара в случае обострения ситуации. Секретарь СНБО Украины Александр Турчинов комментирует это так:
Сегодня, несмотря на истерику России, на угрозы применения ракетного оружия против нас, мы провели военные учения с испытательными запусками управляемых ракет средней дальности. И что важно, мы это сделали в соответствии с утвержденным планом, в заранее определенное время и в заявленном публично месте. Ракеты попали в цели.
Специально для выполнения и испытания ракетной программы обустроен военный полигон.
30 января 2018 года были успешно проведены первые лётные испытания ПКР «Нептун».
17 августа 2018 на юге Одесской области состоялся очередной этап испытаний украинской крылатой ракеты, на которых присутствовал Секретарь Совета национальной безопасности и обороны Украины Александр Турчинов. Испытания украинской крылатой ракеты Нептун оказались успешными. Во время них была точно поражена морская цель на расстоянии 100 км.
Максимальная же дальность полета ракеты составляет до 300 км.
21 мая 2019 года в Одесской области стартовали испытания отечественных ракетных комплексов типа Ольха и Нептун. Начался подготовительный этап - проходят испытания систем на суше и подготовка к самим пускам с 22 по 24 мая 2019 года. По программе испытаний состоятся очередные пуски ракетного комплекса Ольха-М, а также Ольха-Р, детали о которых пока не сообщается. Кроме них ожидаются полеты ракетного комплекса РК-360МЦ "Нептун" с головкой самонаведения (ГСН).
23 мая 2019 на Тарутинском военном полигоне в Одесской области состоялся очередной этап испытаний украинских ракет комплекса «Ольха». Состоялись пуски ракет повышенной дальности Ольха-М и ракет с кассетной боевой частью Ольха-Р. Государственные испытания комплексов Ольха-М и Ольха-Р запланированы на август-октябрь 2019 года.
1 ноября 2019 г. в ходе испытания ракет С-125 по надводным целям плавучий состав «Золотоноша» был использован как мишень и затоплен двумя ракетами, чем было доказано использование комплекса, как противокорабельного.

## Потенциал
Украина имеет все необходимое для производства ракет - В том числе разработку корпуса, боевой части, пусковой установки и системы управления, твердое ракетное топливо. Потенциал производства состоит в том, что Украина производит все составляющие боевых ракет, что в свою включает полный цикл производства.

## Проекты и разработка
| Название                    | Разработка                                               | Разработка            | Испытание      | Разработчик                                                  | Принятие на вооружение | Изображение | Тип платформы                                            | Тип ракеты | Дальность                            |
| Название                    | Начало разработки                                        | Завершение разработки | Испытание      | Разработчик                                                  | Принятие на вооружение | Изображение | Тип платформы                                            | Тип ракеты | Дальность                            |
| --------------------------- | -------------------------------------------------------- | --------------------- | -------------- | ------------------------------------------------------------ | ---------------------- | ----------- | -------------------------------------------------------- | --- | ------------------------------------ |
| БРОТК «Сапсан»              | 2009                                                     | 2013                  | проект свернут | КБ «Южное», Южный машиностроительный завод                   | проект восстановлен    |             | самоходная пусковая установка                            | одноступенчатая баллистическая ракета с неядерной ГЧ; зенитная ракета дальнего радиуса; противокорабельная ракета среднего радиуса действия | 100 Км                               |
| ОТРК «Гром-2»               | 1994 (первая наработка) 2013 (проект комплекса «Гром-2») | 2016                  | с 2016         | КБ «Южное»                                                   | неизвестно             |             | самоходная пусковая установка                            | одноступенчатая баллистическая ракета с неядерной ГЧ                                                                                        | 240 Км                               |
| РК «Ольха»                  | 2016                                                     | 2018                  | 2016-18        | КБ «Луч»                                                     | октябрь 2018           |             | самоходная пусковая установка                            | управляемая ракета | 270 Км                               |
| Р-360 «Нептун»              | 2015                                                     | 2016                  | с 2016         | КБ «Луч»                                                     | 2019                   |             | системы наземного, воздушного и корабельного базирования | противокорабельная крылатая ракета | 300 Км                               |
| КР «Коршун-2»               | неизвестно                                               | 2014                  | неизвестно     | КБ «Южное»                                                   | неизвестно             |             | системы наземного, воздушного и корабельного базирования | крылатая ракета | 300 Км                               |
| зенитная управляемая ракета |                                                          | 2017                  |                | КБ «Южное»                                                   |                        |             |                                                          | | 500 Км                               |
| АКР «Молния»                | неизвестно                                               |                       |                | КБ «Южное»                                                   |                        |             | бомбардировщик Су-24М                                    | крылатая ракета | 700 Км                               |
| «Flamingo»                  | 2022                                                     | 2025                  |                | КБ «Южное» совместно с «Milanion Group Ltd» (Великобритания) | 2025                   |             | пусковая установка                                       | крылатая ракета | 3000 Км (3500 Км в нештатном режиме) |